# 天理大学女子短期大学部
天理大学女子短期大学部（てんりだいがくじょしたんきだいがくぶ、英語: Tenri University Women's Junior College）は、奈良県天理市杣之内町1050に本部を置いていた日本の私立大学である。1950年に設置され、1960年に廃止された。

## 概要

### 大学全体
- 奈良県天理市に所在した日本の私立短期大学で、設置主体は学校法人天理大学[2]。
- 国内で最初に認可された短期大学149校[注 1]の1校として、1950年に3学科[3]160名体制[注 2]で開学した[4]。
- 1952年より1学科5専攻が天理大学に引き渡されたが、2つの学科が増設される。
- しかし程なくして1955年より2学科がまた天理大学の学部に組み込まれたことで、最終的には2学科となった[5]。
- 1957年度の入学生を最後に[注釈 3]、1960年に短期大学としての使命を終える[7]。
- 卒業者総数は449[注 3]。

### 教育および研究
- 天理大学女子短期大学部は、旧来の天理短期大学を含めると外国語・生活・保育・保健体育・図書館の各学科における専門教育が行われていた。
- 外国語科には、フランス語・ドイツ語・ロシア語・イスパニア語・インドネシア語の各専攻課程が設けられ、当時の短大では全国的に珍しいものとなっていた。
- また、図書館科も当時としては全国的に稀少であり、学名通り司書を養成する課程であった。
- 保育科は保母および幼稚園教員養成課程で、生活科は栄養士養成施設としても認可を受けていた。両者は女子のみを対象としていた[9]。

## 沿革
- 1925年 天理外国語学校が創設される。
- 1928年 旧来の天理外国語学校を天理女子学院に改組。
- 1940年 天理女子専門学校を設置。
- 1944年 天理女子語学専門学校に改組。
- 1946年 天理保母養成所を設置。
- 1949年 天理大学が開学。
- 1949年
  - 10月 文部省[注釈 4]に短期大学[注 4]の設置認可に関する申請を以下の通り行う[注 5]。
    - 外国語学科 入学定員100名
    - 家政学科 入学定員80名
- 1950年
  - 3月14日 左記を以て[15]短期大学の設置が文部省[注釈 4]認可される[16]。
  - 4月1日 天理大学短期大学部（てんりだいがくたんきだいがくぶ）が以下の学科体制にて開学する[注 6]。
    - 外国語科
      - フランス語 入学定員20名
      - ドイツ語 入学定員20名
      - ロシア語 入学定員20名
      - イスパニア語 入学定員20名
      - インドネシア語 入学定員20名

    - 保育科 入学定員30名
    - 生活科 入学定員30名

  - 4月25日、入学式が行われる[19]。
  - 12月1日 天理短期大学（てんりたんきだいがく）と学名変更される[20]。
- 1951年
  - 4月1日 生活科が栄養士養成施設に認可される[21]。
  - 同 以下の学科及び各専攻をこの年度で学生募集を最終とする[注 7]。
    - 外国語科
      - フランス語
      - ドイツ語
      - ロシア語
      - イスパニア語
      - インドネシア語
- 1952年
  - 4月1日 学科の新設が以下の通り行なわれる[23][注 8]。
    - 図書館科 30名[22][25][26]
    - 保健体育科 50名[22]

  - 同  生活科の入学定員が30から50に増員。
  - 6月5日 保育科が保母養成施設に認可される。
- 1953年
  - 3月31日 以下の学科及び各専攻を廃止する[23]。
    - 外国語科
      - フランス語
      - ドイツ語
      - ロシア語
      - イスパニア語
      - インドネシア語
- 1954年
  - 4月1日 この年度で以下の学科についての学生募集を最終とする。
    - 保健体育科[注 9]
    - 図書館科[28]
- 1956年
  - 3月31日 左記を以て保健体育科、図書館科を廃止する[29]。
- 1957年
  - 4月1日 天理大学女子短期大学部と学名変更される[注 10]。
  - 同 キャンパスを天理市布留町へ移転。
  - 同 この年度で短期大学としての学生募集を最終とする[注釈 3]。
- 1960年
  - 3月23日 左記を以て正式に廃止[7]。

## 基礎データ

### 所在地
- 奈良県天理市杣之内町1050

### 年度別学生数
- 1954年度についてはその年度（月日は不詳だが、1955年3月以前のデータ）、1958年度以降の学生数はその該当年度の5月1日時点でのデータである。

| -               | 外国語科 | 生活科 | 保育科 | 保健体育科 | 図書館科  | 出典       |
| --------------- | -------- | ------ | ------ | ---------- | --------- | ---------- |
| 入学定員        | 100      | 50     | 30     | 50         | 30        | -          |
| 総定員          | 200      | 100    | 60     | 100        | 60        | -          |
| 1950年 - 1953年 | 不明     | 不明   | 不明   | 不明       | 不明      | [ 注釈 5 ] |
| 1954年          | -        | 女59   | 女30   | 男62 女11  | 男23 女13 | [ 33 ]     |
| 1955年 - 1957年 | -        | 不明   | 不明   | 不明       | 不明      | [ 注釈 5 ] |
| 1958年          | -        | 女37   | 女21   | -          | -         | [ 34 ]     |
| 1959年          | -        | -      | -      | -          | -         | [ 35 ]     |

## 教育および研究

### 組織

#### 学科
- 外国語科
  - フランス語 入学定員20名[注釈 6]
  - ドイツ語 入学定員20名[注釈 6]
  - ロシア語 入学定員20名[注釈 6]
  - イスパニア語 入学定員20名[注釈 6]
  - インドネシア語 入学定員20名[注釈 6]
- 保育科 入学定員30名[注釈 7]
- 生活科 入学定員50名[注釈 7]
- 保健体育科 入学定員50名[注釈 8]
- 図書館科 入学定員30名[注釈 8]

#### 専攻科
- なし

#### 別科
- なし

#### 取得資格について
教職課程
- 中学校教諭二級免許状
  - 保健体育：保健体育科[38]
  - 家庭：生活科[38]
  - 英語：図書館科
- 幼稚園教諭二級免許状：保育科
- 高等学校教諭仮免許状[38]
  - 保健体育：保健体育科
  - 家庭：生活科

資格
- 司書：図書館科
- 栄養士：生活科[39]
- 保母：保育科[40]

## 学生生活

### スポーツ
- 1952年7月19日、当時保健体育科学生の大石康子が第15回ヘルシンキオリンピック大会の水泳競技選手として出場。
- 1954年5月7日、第2回アジア大会水泳競技において宮本まさみ（保健体育科）が女子飛板、高飛込にて優勝、田村美佐子（保健体育科）が女子400メートル自由形で優勝を成し遂げている。

## 大学関係者と組織

### 大学関係者
歴代学長
- 堀越儀郎
- 岸勇一

## 対外関係

### 系列校
- 天理大学
- 天理高等学校
- 天理中学校
- 天理小学校
- 天理幼稚園